# Batalla de Halmstad
La Batalla de Halmstad fue un enfrentamiento ocurrido el día 17 de agosto de 1676, cerca de Halmstad, en el sudeste de Suecia, entre los ejércitos del Reino de Dinamarca y Noruega y el Imperio Sueco. La batalla dio un giro a la Guerra Escanesa, frenando la invasión danesa del territorio sueco.

## Antecedentes
A finales de junio del 1676 un ejército invasor danés desembarcó en Escania y ocupó la región entera en menos de un mes. El ejército sueco se retiró entonces a Växjö.
A principios de agosto un destacamento danés de unos 4000 soldados liderado por Jakob Duncan se dirigió al norte con el objetivo de tomar la región de Halland y reunirse con otro ejército aliado que marchaba desde Noruega y estaba asediando Gotemburgo

El 11 de agosto el rey sueco Carlos XI de Suecia marchó hacia Escania para interceptar el ejército danés de Duncan. Éste, al ser informado del movimiento sueco, cambió de rumbo de vuelta a Escania, pensando que se enfrentaría a un ejército menor comandado por otro general. El 17 de agosto el destacamento sueco llegó a la carretera que conectaba las regiones Halland con Escania y destruyó uno de los puentes que las conectaba para aislar el ejército de Duncan del resto de fuerzas danesas. Carlos XI tomó rumbo norte para encontrarse con el ejército danés, el cual venía en su dirección.

## Batalla
Al poco rato los dos ejércitos se encontraron, mientras que el ejército danés cruzaba un puente y se veía en posición desventajosa. La batalla empezó con el enfrentamiento entre los soldados daneses que habían cruzado el río y los primeros soldados de la vanguardia sueca. Pese a su mala posición, Jakob Duncan continuó el cruce del puente, pensando que no había más enemigos que los que veía. Formó sus tropas justo delante de la orilla del río, sin estar preparadas para defenderse contra un ataque organizado.
Los suecos, a su vez, avanzaron con todo el ejército. Carlos XI, al mando de la caballería, cargó sobre el ala izquierda danesa, infligiendo muchas bajas. La infantería danesa atacó el centro sueco, llegando incluso a crear brechas en las líneas enemigas, pero sin muchos resultados. El flanco izquierdo cayó enseguida ante la caballería de Carlos XI y el ejército danés se vio en grave peligro.
Es entonces cuando Duncan se da cuenta de su error y ordena la retirada de su ejército, pero la caballería sueca impide la huida por el puente y quedan atrapados. El resto del ejército danés fue  capturado, incluyendo su general, Jacob Duncan. La lucha duró poco más de una hora.

## Consecuencias

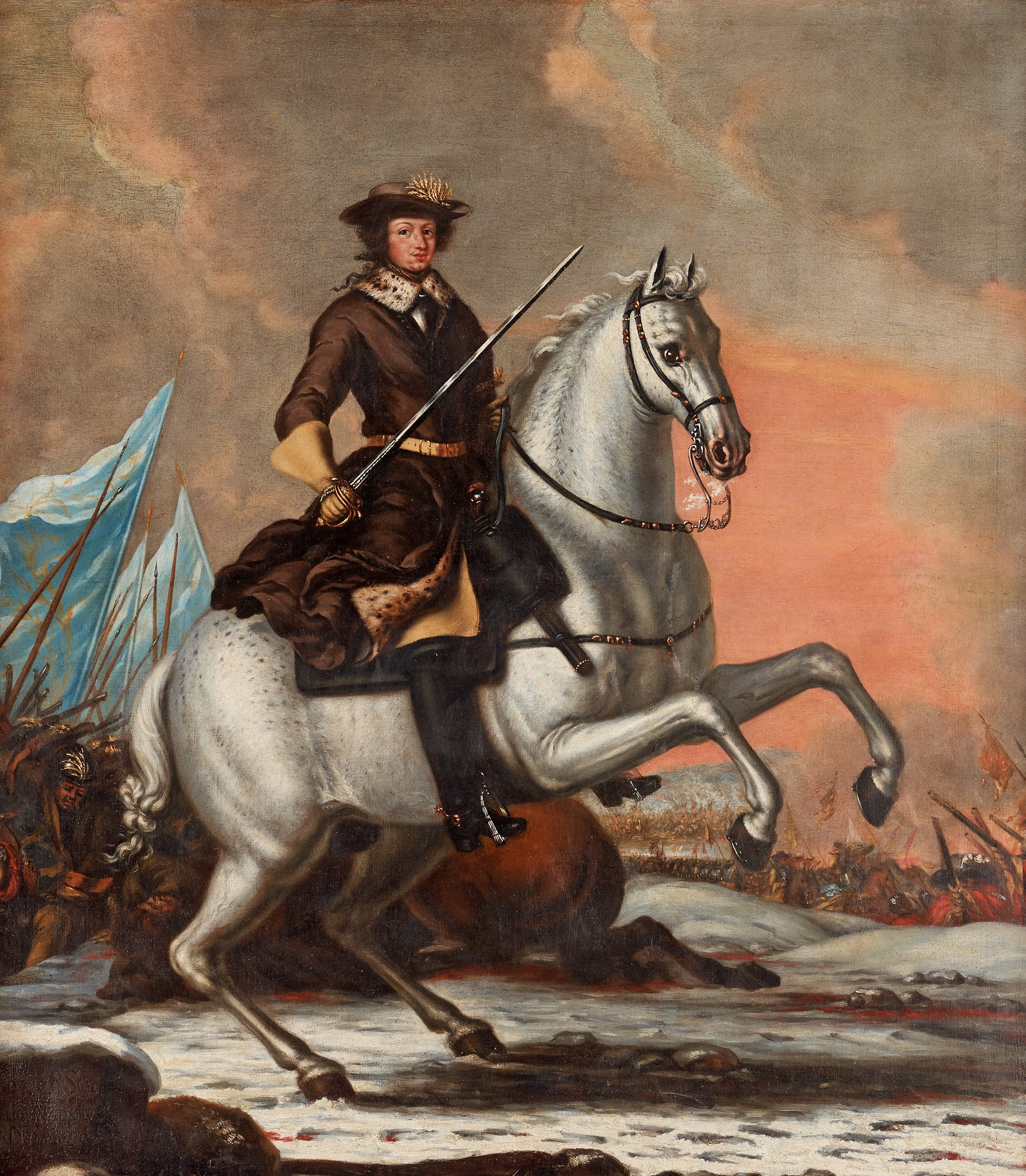
Carlos XI de Suecia

El resultado de la batalla supuso un cambio radical de los planes daneses e impidió cualquier oportunidad de contacto entre los ejércitos invasores, ahora aislados y divididos. El rey de Dinamarca, Cristián V de Dinamarca se dirigió al este e intentó tomar Kristianstad, pero fracasó y pronto tuvo que posponer las acciones militares por la llegada del invierno.
Las pérdidas ascienden a casi 1000 hombres en el ejército danés, y menos de 200 suecos. 
Aunque el número de daneses capturados fue de unos 2000 soldados, muchos fueron reclutados -unos 450 hombres- y algunos otros escaparon -cerca de 500 hombres-. Los daneses también perdieron 9 piezas de artillería y material importante.
La batalla supuso un gran paso para Carlos XI, que obtuvo su primera gran victoria en batalla y debilitó en gran medida el ejército danés. Fue una gran inyección de moral para el ejército sueco, aún muy débil para enfrentarse al resto de ejércitos invasores pero con una fuerza creciente. La llegada del invierno dio tiempo a los suecos para reorganizarse y recibir refuerzos.